# Заткнися і пристріли мене
«Заткнися і пристрели мене» — кінофільм режисера Стіна Агро, що вийшов на екрани в 2005 році.

## Зміст
Павло Зіман працює на шести роботах, щоб хоч якось задовольнити запити Ліби – своєї стервозної, схибленої на одягу дружини. Коли йому надходить вигідна пропозиція від Коліна Френптана допомогти тому покінчити з собою, Павло ставиться до цього, як до чергового підробітку, і погоджується, тим більше, що варіантів «зіграти в ящик» у сучасному місті безліч. Та Колін виявився клієнтом із капризами і це перетворило, здавалося б, просту ситуацію на справжню головоломку.

## Ролі
| Актор             | Роль |
| ----------------- | ---- |
| Карел Роден       | -    |
| Енді Найман       | -    |
| Анна Гейслерова   | -    |
| Роберт Поло       | -    |
| Деніза Кноблохова | -    |
| Матей Рупперт     | -    |
| Петро Ванек       | -    |
| Клара Лоу         | -    |
| Саша Мінаєв       | -    |
| Томас Павлацкій   | -    |

## Знімальна група
- Режисер — Стін Агро
- Сценарист — Стін Агро
- Продюсер — Джеффрі Браун, Девід Ройч, Пол Шервуд
- Композитор — Френк Гоф